# Сиэтл Метрополитэнс
«Сиэтл Метрополитэнс» (англ. Seattle Metropolitans) — профессиональный хоккейный клуб, базирующийся в Сиэтле, штат Вашингтон, США. Выступал в Хоккейной ассоциации Тихоокеанского побережья (PCHA) с 1915 по 1924 год. В течение девяти сезонов «Метрополитэнс» были самой успешной командой PCHA: за девять лет существования они показали результат 112–96–2 (опередив следующую по результативности команду «Ванкувер Миллионэрис», которая показала результат 109–97–2 за тот же период). «Метрополитэнс» также выиграли наибольшее количество регулярных чемпионатов PCHA, победив пять раз, а ещё три раза «Сиэтл» занимал второе место. «Метрополитэнс» проводили свои домашние игры на «Сиэтл Айс Арене», расположенной в центре города.
За девять сезонов «Метрополитэнс» семь раз выходили в плей-офф. Команда выиграла Кубок Стэнли в 1917 году, сыграла вничью в 1919 году и проиграла в пяти матчах в 1920 году. Чемпионство «Метрополитэнс» в 1917 году произошло за 11 лет до того, как «Нью-Йорк Рейнджерс» стали первой американской командой Национальной хоккейной лиги, выигравшей Кубок Стэнли в 1928 году.
«Метрополитанс» распался в 1924 году, когда не удалось найти замену стадиону «Сиэтл Айс Арена».
В 2021 году в Сиэтле появилась команда расширения НХЛ — «Сиэтл Кракен».